# Franz Josef Jung

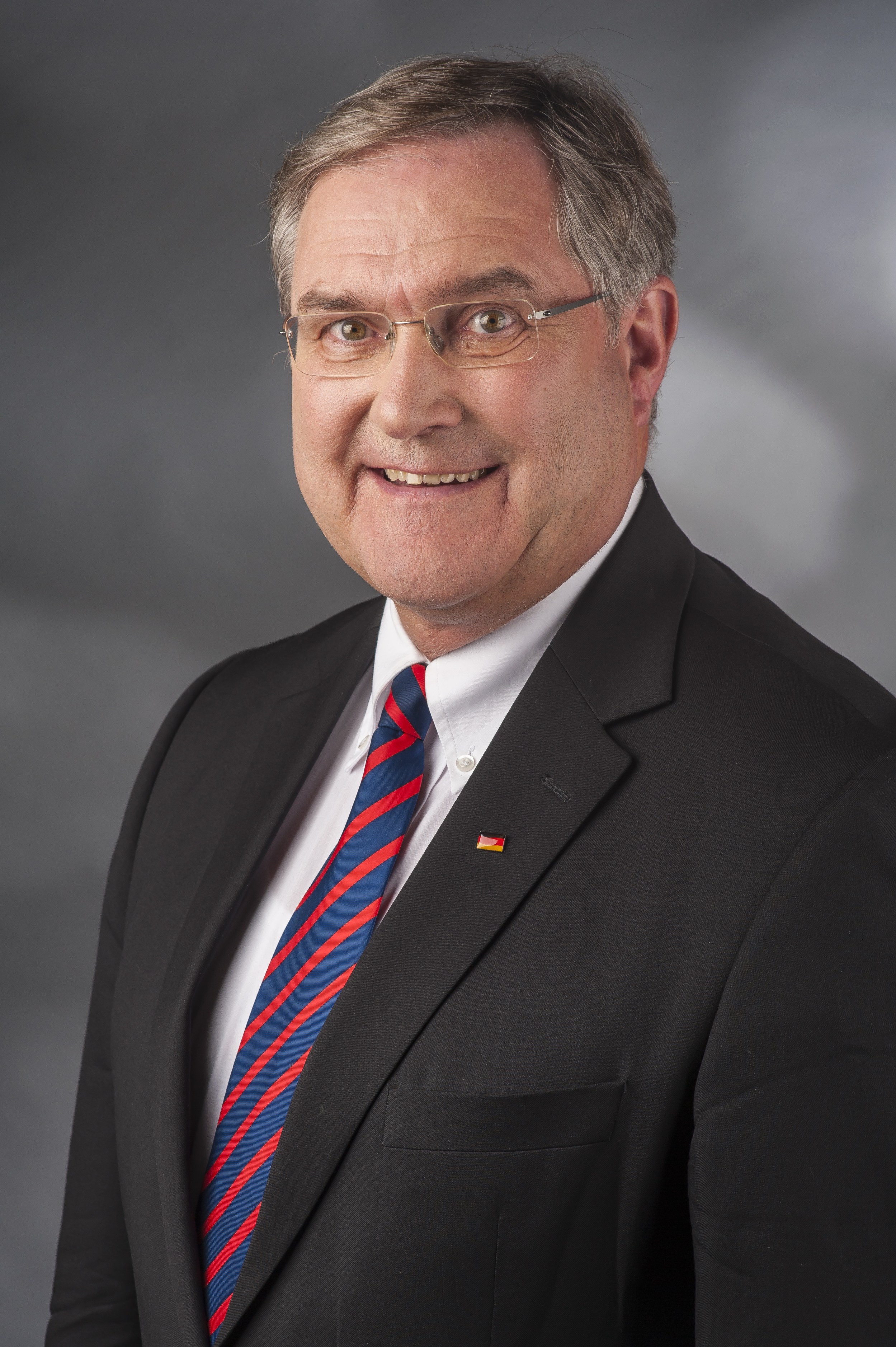
Franz Josef Jung (2014)

Franz Josef Friedrich Jung (* 5. März 1949 in Erbach) ist ein ehemaliger deutscher Politiker (CDU). Er war an 1983 Mitglied des Landtags in Hessen, von 1999 bis 2000 hessischer Landesminister für Bundes- und Europaangelegenheiten und Leiter der Hessischen Staatskanzlei, vom 22. November 2005 bis zum 28. Oktober 2009 Bundesverteidigungsminister und im Anschluss bis zum 30. November 2009 Bundesarbeitsminister.
Das Amt des Bundesarbeitsministers legte er nach dem Luftangriff bei Kundus während seiner Amtszeit als Bundesverteidigungsminister nach nur 33 Tagen im Amt nieder. Seine Amtszeit als Arbeitsminister war somit die bisher kürzeste eines Ministers in der Bundesrepublik Deutschland.
Jung war von 1998 bis 2014 stellvertretender Vorsitzender der CDU Hessen.

## Leben und Beruf
Nach dem Abitur an der Rheingauschule Geisenheim, einem Gymnasium, im Jahr 1968 leistete Franz Josef Jung zunächst seinen Wehrdienst als Reserveoffizieranwärter beim Pionierbataillon 5 in Lahnstein ab und wurde anschließend zum Flugabwehrbataillon 5 in Lorch im Rheingaukreis versetzt. Als Gefreiter (OA) des Flugabwehrbataillons 7 absolvierte er im Jahr 1969 die Unteroffizier-Vorausbildung an der Unteroffizierschule des Heeres in der Lützow-Kaserne in Münster-Handorf. Nach 15 Monaten, zuletzt in Rendsburg, wurde er aufgrund familiärer Verpflichtungen vorzeitig aus dem Dienst entlassen.
Anschließend begann er im Jahr 1970 ein Studium der Rechtswissenschaft an der Johannes Gutenberg-Universität Mainz, das er vier Jahre später mit dem ersten und im Jahr 1976 mit dem zweiten juristischen Staatsexamen beendete. Im Jahr 1978 erfolgte seine Promotion zum Dr. jur. bei Hans Heinrich Rupp am Fachbereich für Rechts- und Wirtschaftswissenschaften an der Universität Mainz mit der Arbeit Die Regionalplanung in Hessen, dargestellt am Beispiel der Regionalen Planungsgemeinschaft Rhein-Main-Taunus. Jung ist Rechtsanwalt und Notar in Eltville und wohnt in Eltville-Erbach. Von August 2000 bis zum 12. Dezember 2005 war er im Verwaltungsrat und ab Mai 2003 im Aufsichtsrat des Fußball-Bundesligisten Eintracht Frankfurt tätig.

Am 9. Mai 2017 wurde Jung noch während seines aktiven Bundestagsmandats in den Aufsichtsrat des Rüstungskonzerns Rheinmetall gewählt.
Jung ist katholisch, verheiratet seit 1972 mit Beate Jung, geborene Spiegler, und hat drei Kinder (Meike, Anika und Marco Jung).

## Partei

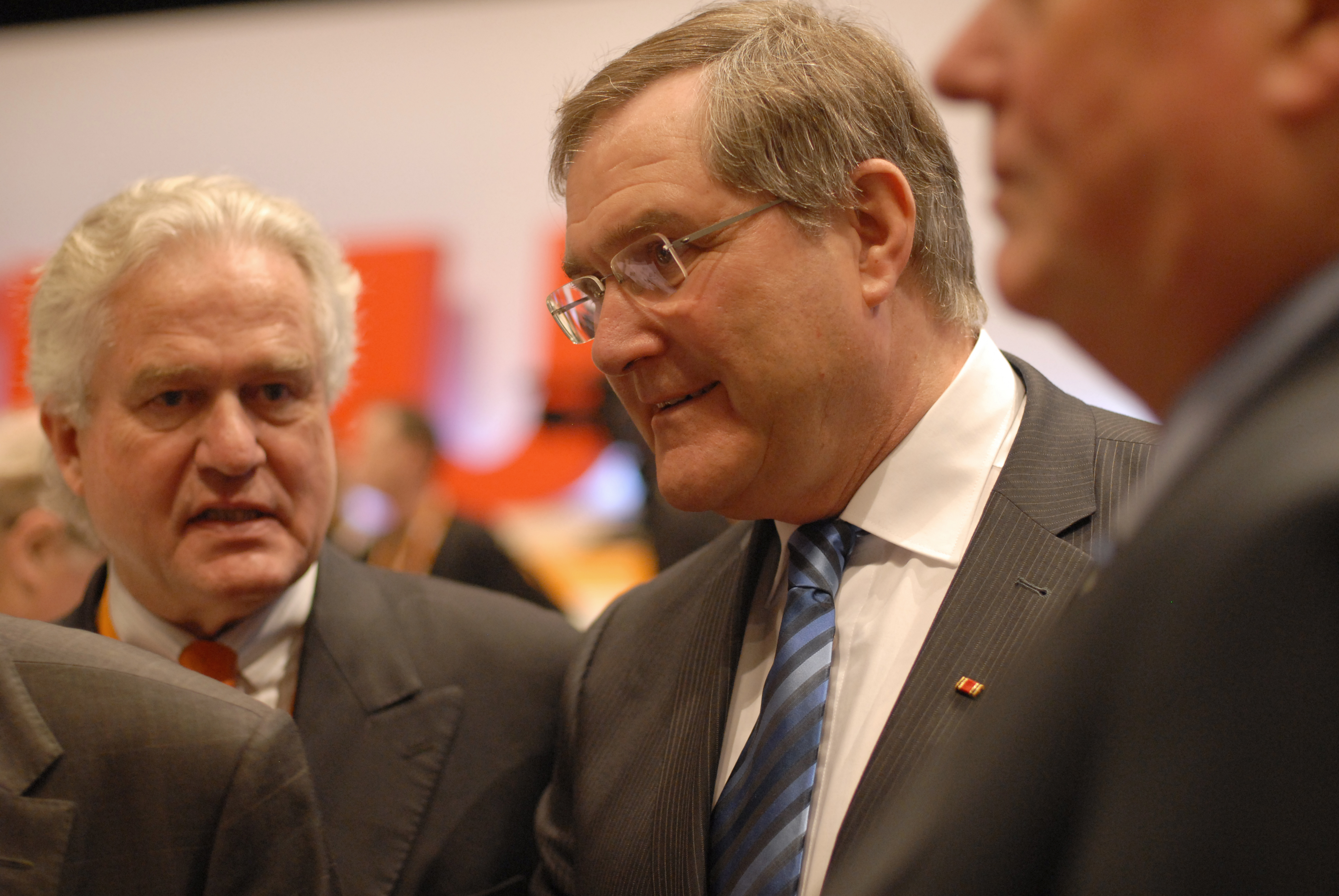
Jung auf dem CDU-Parteitag 2012

Jung engagierte sich zunächst in der Jungen Union (JU Deutschland), deren Bundesvorstand er von 1973 bis 1983 angehörte. Von 1981 bis 1983 war er stellvertretender JU-Bundesvorsitzender.
Von 1987 bis 1991 war er Generalsekretär der CDU in Hessen. Von 1998 bis 2014 war Jung stellvertretender CDU-Landesvorsitzender in Hessen und gehört seit 1998 dem CDU-Bundesvorstand an. Von 2014 bis 2017 war er stellvertretender Vorsitzender der CDU/CSU-Bundestagsfraktion sowie Beauftragter der Fraktion für Kirchen und Religionsgemeinschaften.
Jung unterstützte Roland Koch bei seinen ersten politischen Aktivitäten und wurde zu seinem engen Vertrauten. So wie er war Jung Mitglied der sogenannten Tankstellen-Connection der hessischen Jungen Union und des sogenannten Andenpakts.

## Abgeordneter

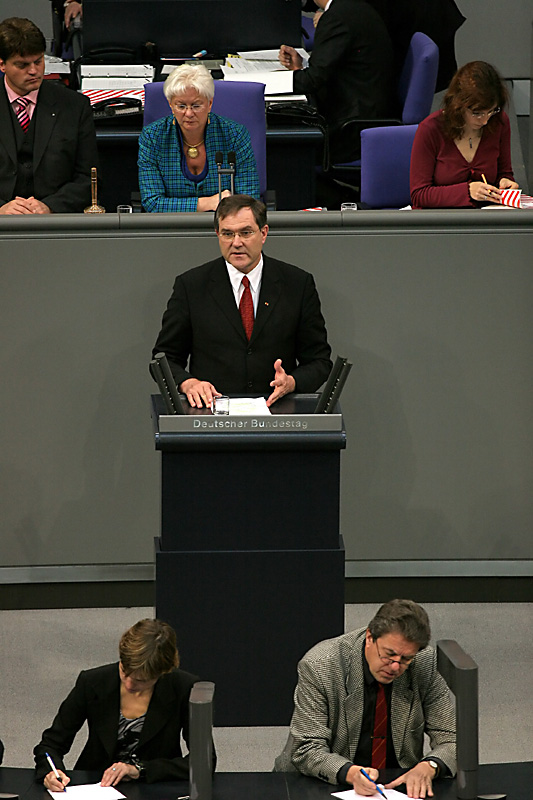
Bundesminister Franz Josef Jung am 16. Dezember 2005 im Bundestag

Von 1972 bis 1987 gehörte Jung dem Kreistag des Rheingau-Taunus-Kreises an.
Von 1983 bis 2005 war er Mitglied des Hessischen Landtages und wurde dabei stets im Wahlkreis Rheingau-Taunus I direkt gewählt. Hier war er von 1987 bis 1999 Parlamentarischer Geschäftsführer der CDU-Fraktion. Vom 5. April 2003 bis 2005 war er Vorsitzender der CDU-Landtagsfraktion. Er ist auch Mitglied der Europa-Union Parlamentariergruppe Deutscher Bundestag.
2005 zog Jung über die Landesliste Hessen in den Bundestag ein. 2009 und 2013 gewann Jung das Direktmandat für den Deutschen Bundestag im Wahlkreis Groß-Gerau.
Im 18. Bundestag war Jung stellvertretender Fraktionsvorsitzender und Beauftragter für Kirchen und Religionsgemeinschaften der CDU/CSU-Bundestagsfraktion sowie stellvertretendes Mitglied im Rechtsausschuss, im Petitionsausschuss, im Auswärtigen Ausschuss und im Verteidigungsausschuss des Deutschen Bundestages.
Bei der Bundestagswahl 2017 kandidierte Jung nicht wieder als Abgeordneter.
Jung hatte 2019 vor dem Verwaltungsgericht Wiesbaden auf ein höheres Ruhegehalt geklagt. So erhält ein Politiker Bezüge aus einem höheren Amt, wenn er dieses vor seiner Zeit als Landtagsabgeordneter innehatte, andernfalls werden die Bezüge aus den Ansprüchen als Landtagsabgeordneter ermittelt. Als Jung 2005 aus dem Landtag ausschied, galt diese Regelung noch nicht, wodurch ihm nach eigenen Angaben 2.000 Euro zusätzlich zustünden. Das Verwaltungsgericht wies die Klage ab, da keine Ungleichbehandlung vorliegen würde.

## Öffentliche Ämter
Am 7. April 1999 wurde Jung als Hessischer Minister für Bundes- und Europaangelegenheiten und Chef der Hessischen Staatskanzlei in die von Ministerpräsident Roland Koch geführte Landesregierung (Kabinett Koch I) berufen.
Im November 1999 begann die öffentliche Aufarbeitung der bundesweiten CDU-Spendenaffäre, wobei sich herausstellte, dass die CDU „Schattenkonten“ auch in Hessen besaß. Jung trug als Generalsekretär der hessischen CDU von 1987 bis 1991 Mitverantwortung für die Finanzierung von Wahlkämpfen und des Baus einer neuen Parteizentrale. Dabei wurden auch Schwarzgelder (deklariert als „jüdische Vermächtnisse“) verwendet. Insgesamt flossen während Jungs Amtszeit als CDU-Generalsekretär mehr als 1,5 Millionen DM Schwarzgeld in die Parteikasse.
Am 23. August 2000 gab der hessische CDU-Abgeordnete und damalige stellvertretende Vorsitzende der CDU-Landtagsfraktion Frank Lortz vor dem Finanzausschuss des Landtags an, er selbst habe die Fraktion Ende März 1993 über die zwischen 1988 und 1992 erfolgten Unterschlagungen des Buchhalters Franz-Josef Reischmann aus der Parteikasse informiert. Das bezog neben Koch auch Jung als parlamentarischen Geschäftsführer der CDU Hessen von 1987 bis 1999 ein.
Vor allem Vertreter der FDP auf Bundesebene sowie aus anderen Bundesländern forderten immer deutlicher personelle Konsequenzen aus der Spendenaffäre der CDU Hessen, die damals in einer Koalition mit der FDP regierte.
Schließlich trat Jung am 7. September 2000 von seiner Funktion als Minister für Bundes- und Europaangelegenheiten und als Chef der Hessischen Staatskanzlei zurück. Er erklärte sich für schuldlos, trete aber zurück, da die FDP ihm das Vertrauen entzogen habe. In einigen Medien wurde dieser Rücktritt als Bauernopfer Kochs bezeichnet.
Die Unterschlagungen Reischmanns waren vom damaligen Steuerberater der Hessen-CDU Horst Weyrauch zeitnah in mehreren Berichten dargelegt worden. Jung, damals hessischer CDU-Generalsekretär und Parlamentarischer Geschäftsführer der CDU-Landtagsfraktion, wurde in Unterlagen, die später durch die Staatsanwaltschaft Wiesbaden bei Weyrauch beschlagnahmt worden waren, wiederholt als Ansprechpartner oder Auftraggeber der Berichte genannt. Jung aber erklärte im Dezember 2000 vor dem Berliner Untersuchungsausschuss zur Parteispendenaffäre, er habe keinen der detaillierten Berichte je erhalten oder gesehen. Auch von Besprechungen, an denen er nach einem Brief Weyrauchs vom 17. März 1993 teilgenommen hatte, wisse er nichts. Warum ihn die Berichte nicht erreichten, könne er nicht erklären. „Im Detail“ habe er von den Unterschlagungen erst im Jahr 2000 erfahren. Den damaligen Ministerpräsidenten Koch habe er auch dann nicht darüber informiert, da die Unterschlagungen nicht in dessen Amtszeit als Fraktionschef erfolgt seien. Als bekannt wurde, dass Reischmann doch zur Amtszeit von Koch unterschlagen hatte, erklärte Jung, das habe er zum Zeitpunkt der Berliner Aussage nicht gewusst.

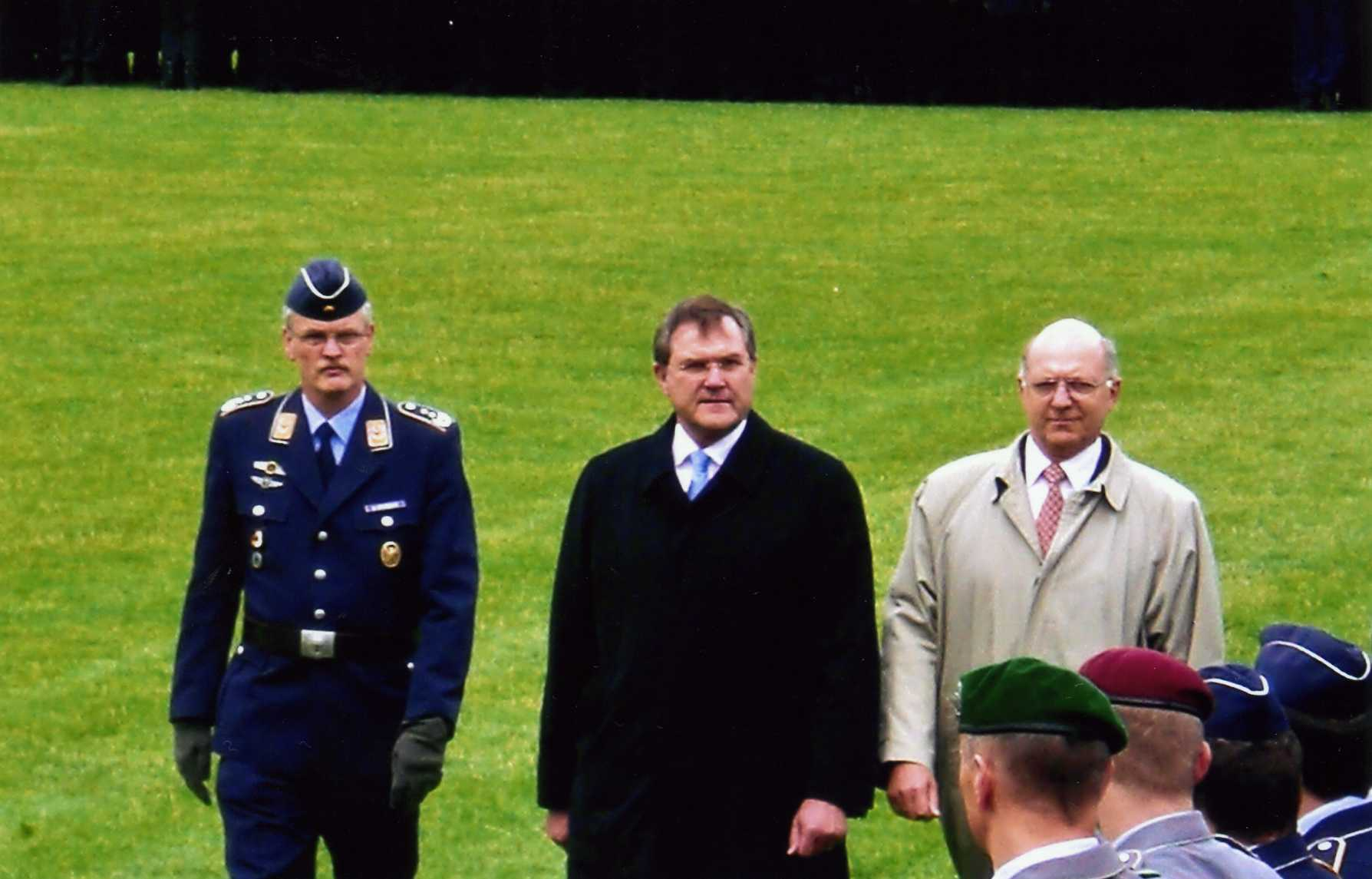
Abschreiten der Front Juni 2007 Helmut-Schmidt-Universität

Am 22. November 2005 (nach der Bundestagswahl 2005) wurde Jung als Bundesminister der Verteidigung in die von Bundeskanzlerin Angela Merkel geführte Bundesregierung berufen (Kabinett Merkel I).
Am 28. Oktober 2009 (nach der Bundestagswahl 2009) übernahm er das Bundesministerium für Arbeit und Soziales im Kabinett Merkel II. Jungs Nachfolger im Verteidigungsministerium wurde Karl-Theodor zu Guttenberg.
Erst nach einer Zeitungsveröffentlichung vom 26. November 2009 über einen von der Bundeswehr am 4. September 2009 angeforderten Luftangriff bei Kundus mit zahlreichen zivilen Verletzten und Toten erklärte Jung am 27. November 2009: „Ich übernehme damit die politische Verantwortung für die interne Informationspolitik des Bundesverteidigungsministeriums gegenüber dem Minister bezüglich der Ereignisse vom 4. September in Kunduz“ und bot seinen Rücktritt an, beteuerte aber: „Ich habe sowohl die Öffentlichkeit als auch das Parlament über meinen Kenntnisstand korrekt unterrichtet“. Der Rücktritt wurde von der Bundeskanzlerin angenommen und Jung wurde am 30. November von Bundespräsident Horst Köhler aus der Bundesregierung entlassen. Dies bedeutet die bisher kürzeste Amtszeit eines Bundesministers in der Geschichte der Bundesrepublik.
Um offene Fragen zum Luftangriff und zu der Information darüber aufzuklären, vereinbarten Anfang Dezember 2009 die Parteien, der Verteidigungsausschuss des Bundestages werde eine Untersuchung durchführen.
Jung ist als Vertreter des Bundes Mitglied im ZDF-Fernsehrat.

## Politische Positionen

### Ehrenmal für Bundeswehrsoldaten
Jung schlug vor, in Berlin ein Ehrenmal der Bundeswehr zu errichten, um im Dienst ums Leben gekommene Soldaten und Zivilbeschäftigte zu ehren. Am 13. Juni 2007 stellte er hierzu den Entwurf des Münchner Architekten Andreas Meck für das Ehrenmal auf dem Gelände des Bundesverteidigungsministeriums in Berlin vor. Der Entwurf sah eine rund 8 mal 40 Meter große Halle vor. Am 27. November 2008 wurde am östlichen Rand der Hildebrandstraße schließlich der Grundstein für die Gedenkstätte gelegt. Am 8. September 2009 wurde das Ehrenmal durch Bundespräsident Horst Köhler eingeweiht.

### Bundeswehr im Fußballstadion
Als Verteidigungsminister ließ Jung auf Antrag der Organisatoren der Fußball-Weltmeisterschaft 2006 prüfen, ob Soldaten in Zivil freie Plätze in den Stadien auffüllen könnten. Die Idee scheiterte an der Militärführung, die das Tragen von Uniform vorschrieb.

### Abschuss von Passagierflugzeugen
Jung erklärte am 7. Juni 2006 in Brüssel vor Journalisten, dass er trotz des Urteils des Bundesverfassungsgerichts vom Februar 2006 zum Luftsicherheitsgesetz Passagierflugzeuge durch die Luftwaffe abschießen lassen werde, wenn diese entführt und zu Angriffen benutzt würden. Er sagte: „In der Zwischenzeit würden wir beispielsweise unter Berufung auf einen übergesetzlichen Notstand eingreifen, auch wenn keine grundgesetzliche Klarstellung erfolgt ist“, womit er auf eine von ihm angestrebte Änderung des Grundgesetzes anspielte. Der SPD-Politiker Dieter Wiefelspütz warf Jung daraufhin den Aufruf zum Verfassungsbruch vor; es wird teilweise kritisiert, dass selbst durch eine Grundgesetzänderung der Abschuss von Passagierflugzeugen nicht legalisiert werden könne, da dies gegen den unabänderlichen Art. 1 Grundgesetz verstoßen würde. Der Verband der Besatzungen strahlgetriebener Kampfflugzeuge der Deutschen Bundeswehr (VBSK) bezeichnete Jungs Ankündigung als „Aufforderung zur Erfüllung eines rechtswidrigen Befehls“ und empfahl, wie der Bundeswehrverband, einen solchen Befehl nicht auszuführen, da sich Piloten nach Meinung der Vertreter beider Verbände dadurch strafbar machen würden.

### Soldatenwallfahrt nach Lourdes
Am 12. Mai 2007 unternahm der Minister zusammen mit 15.000 Pilgern aus mehr als 30 Nationen eine Wallfahrt nach Lourdes am Fuße der Pyrenäen. Erstmals seit über 15 Jahren besuchte damit ein Verteidigungsminister auf Einladung des Militärbischofs Walter Mixa die 600 deutschen Soldaten, die ihr Zeltlager auf dem weitläufigen Gelände oberhalb des Heiligen Bezirks aufgeschlagen hatten.

### Einsatz der Bundeswehr im Rahmen des G8-Gipfels

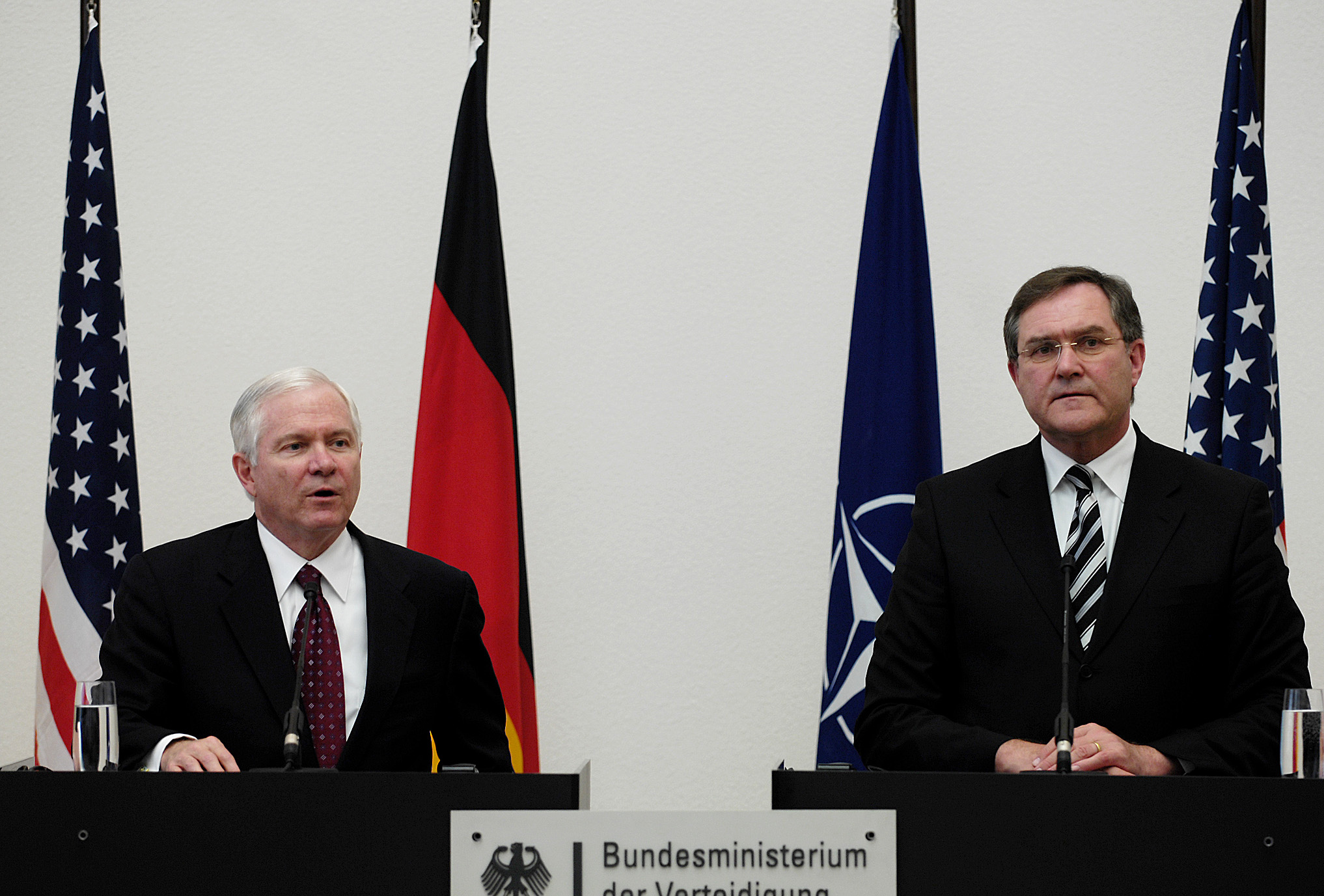
Franz Josef Jung mit US-Verteidigungsminister Robert M. Gates

Vom Bundesverteidigungsminister zu verantwortende Aufklärungsflüge zweier Tornado-Kampfflugzeuge vor und während des G8-Gipfels 2007 in Heiligendamm werteten Hans-Christian Ströbele, Gregor Gysi, Winfried Nachtwei und Daniel-Erasmus Khan (Völkerrechtsprofessor an der Universität der Bundeswehr München) als verfassungswidrigen Einsatz der Bundeswehr im Inneren, da ein solcher Einsatz der Streitkräfte im Inneren nach Art. 35 Grundgesetz nur bei Naturkatastrophen oder Unglücksfällen verfassungskonform sei.
Hingegen begründete Franz Josef Jung als Bundesverteidigungsminister dies als „technische Amtshilfe“.
Der innenpolitische Sprecher der SPD, Dieter Wiefelspütz, bezeichnete die Maßnahme als juristisch einwandfrei, jedoch „politisch dermaßen gaga“. Wiefelspütz änderte seine Meinung später: „Der Tiefflug über dem Protest-Camp war verfassungswidrig.“ Der Sprecher des konservativen Seeheimer Kreises in der SPD, Johannes Kahrs, warf Jung den Bruch von Koalitionsabsprachen vor: „Es gibt in der Koalition die klare Ansage zwischen den Partnern: Bundeswehr im Innern nur bei Katastrophenfällen. Daran hat sich der Verteidigungsminister nicht gehalten.“ Der verteidigungspolitische Sprecher der SPD-Fraktion im Bundestag, Rainer Arnold, kommentierte später: „Die Luftwaffe hätte die Einsätze an dem Tag nicht fliegen dürfen“.
Das Bundesverteidigungsministerium musste im Verlauf des Eklats einräumen, die Anfrage des Abgeordneten Hans-Christian Ströbele falsch beantwortet zu haben. Mindestens eines der Kampfflugzeuge hatte die gesetzliche Mindestflughöhe von 500 Fuß trotz vorhandener akustischer Warnsysteme unterschritten. Im Aufklärungsprozess stellte sich weiterhin heraus, dass es statt der genehmigten zwei zusätzlich auch fünf ungenehmigte Aufklärungsflüge gegeben hatte, die der amtierende Kommodore Oberstleutnant Heinzmann des Aufklärungsgeschwaders 51 „Immelmann“ in Jagel eigenmächtig auf Anfrage der Polizei hin befohlen haben soll.
Neben Kampfflugzeugen und Hubschraubern setzte die Bundeswehr beim G8-Gipfel aus allen Teilstreitkräften Personal und Material ein. Im Einsatz waren zahlreiche Spähpanzer vom Typ Fennek, sechs Verkehrsboote, drei Minenjagdboote, eine Fregatte sowie 1100 Soldaten (davon 27 Reservisten) und zivile Mitarbeiter. Die Bundeswehr stellte weiterhin ca. 6500 Unterkünfte für Polizisten zur Verfügung.

### Diskussion um Grundgesetzänderung
Anfang August 2009 sprach sich Jung nach der Freilassung des von somalischen Piraten entführten Frachters Hansa Stavanger erneut dafür aus, die Bundeswehr anstelle der Polizei mit Geiselbefreiungen zu betrauen. Nach der Bundestagswahl plante er laut eigenen Angaben eine Grundgesetzänderung, die Einsätze der Bundeswehr im In- und Ausland regeln soll. Ebenfalls kündigte er an, über die Mitnutzung von militärischen Geräten mit Frankreich verhandeln zu wollen. Die Vorschläge Jungs führten zu intensiver Kritik in Wissenschaft und Medien. So erklärte beispielsweise der ehemalige Wissenschaftliche Direktor an der Führungsakademie der Bundeswehr Martin Kutz, entsprechende Änderungen „offenbarten ein technokratisches Denk- und Verhaltensmuster, in dem der Einsatz von Gewalt nur noch eine Frage militärischer Zweckmäßigkeit ist. Darin eingebaut ist die Grundtendenz zur Eskalation, zur Entgrenzung von Gewalt, wenn im ersten Anlauf die militärischen Ziele nicht erreicht werden“. Er betonte: „Es gibt in der deutschen Geschichte keine einzige positive Erfahrung aus dem bewaffneten Einsatz von Militär im Inneren. Immer endete es in politischer Unterdrückung oder im Morden, selbst als Sozialdemokraten zu Beginn der Weimarer Republik die Freikorps zur Niederschlagung der revolutionären Bewegung einsetzten.“ Experten aller anderen Bundestagsfraktionen lehnten Jungs Vorschlag ab und bezeichneten diesen teilweise als Wahlkampfmanöver. Rainer Wendt, Vorsitzender der Deutschen Polizeigewerkschaft, forderte in diesem Zusammenhang, die Bundesregierung müsse „endlich aufhören, am Grundgesetz herumzufummeln“.

### Afghanistan und der Fall Kabuls
Nach dem Fall der afghanischen Hauptstadt Kabul und dem Sieg der Taliban im August 2021 äußerte Jung, dass er „mehr von afghanischer Armee erwartet“ habe, und beschrieb die vom Westen zuvor geplante Demokratisierung des Landes als „Illusion“.

### Wiedereinführung der Wehrpflicht
Bereits 2016 hatte Jung sich für eine Wiedereinführung der Wehrpflicht ausgesprochen, denn er "finde es sinnvoll, die Bundeswehr in der Bevölkerung verankert und eingebunden zu haben", was durch die Wehrpflicht garantiert gewesen sei. 2024 sprach er sich am 2. Jahrestag des russischen Überfalls auf die Ukraine erneut für eine Wiedereinführung aus.

## Kabinette
- Kabinett Koch I
- Kabinett Merkel I
- Kabinett Merkel II

## Auszeichnungen
- 1992: Bundesverdienstkreuz am Bande[47]
- 2008: Senator-Lothar-Danner-Medaille[48]
- 2017: Alfred-Dregger-Medaille in Gold[49]
- 2019: Hessischer Verdienstorden

## Schriften (Auswahl)
- Die letzten Tage der Teilung. Wie die deutsche Einheit gelang. Herder, Freiburg im Breisgau [u. a.] 2010, ISBN 978-3-451-30324-1.
- Eine bewegte und bewegende Zeit. In: Norbert Kartmann, Dagmar Schipanski (Hrsg.): Hessen und Thüringen. Umbruch und Neuanfang 1989/90. Societäts-Verlag, Frankfurt am Main 2007, ISBN 978-3-7973-1061-3, S. 103–110.
- mit Ingo Schon: Die Hessische Wahlprüfung nach der Entscheidung des BVerfG. In: Zeitschrift für Rechtspolitik. Band 34, 2001, S. 354–359.
- Farbige Kennzeichnung von Stimmzetteln – ein Verstoß gegen den Grundsatz der geheimen Wahl. 1985.
- Die Regionalplanung in Hessen, dargestellt am Beispiel der Regionalen Planungsgemeinschaft Rhein-Main-Taunus. Dissertation Universität Mainz 1978.